# Kogmania depressa
Kogmania depressa är en kräftdjursart som beskrevs av Barnard 1932. Kogmania depressa ingår i släktet Kogmania och familjen Titaniidae. Inga underarter finns listade i Catalogue of Life.